# Lunca Prutului - Vlădești - Frumușița
Lunca Prutului - Vlădești - Frumușița este o arie protejată (arie de protecție specială avifaunistică — SPA) din România întinsă pe o suprafață de 14.600,9 ha, integral pe uscat.

## Localizare
Situl se întinde pe teritoriile administrative ale comunelor Fârțănești, Foltești, Frumușița, Măstăcani, Oancea, Tulucești și Vlădești din județul Galați.. Centrul sitului Lunca Prutului - Vlădești - Frumușița este situat la coordonatele 45°43′02″N 28°06′48″E / 45.717153°N 28.1132°E.

## Înființare
Situl Lunca Prutului - Vlădești - Frumușița a fost declarat arie de protecție specială avifaunistică (ROSPA0070) în octombrie 2007 pentru a proteja 56 de specii de animale. Situl include parcul natural Lunca Joasă a Prutului Inferior și rezervația naturală Lacul Vlășcuța.

## Biodiversitate
Situată în ecoregiunea de stepă, aria protejată nu include niciun habitat protejat.
La baza desemnării sitului se află mai multe specii protejate de  păsări (56): pescăruș albastru (Alcedo atthis), rață sulițar (Anas acuta), rață lingurar (Anas clypeata), rață fluierătoare (Anas penelope), rață mare (Anas platyrhynchos), gârliță mare (Anser albifrons), gâscă cenușie (Anser anser), stârc roșu (Ardea purpurea), stârc galben (Ardeola ralloides), rață-cu-cap-castaniu (Aythya ferina), rață roșie (Aythya nyroca), buhai de baltă (Botaurus stellaris), gâsca cu piept roșu (Branta ruficollis), șorecarul comun (Buteo buteo), chirighiță-cu-obraz-alb (Chlidonias hybridus), barză albă (Ciconia ciconia), erete de stuf (Circus aeruginosus), dumbrăveancă (Coracias garrulus), lebădă de iarnă (Cygnus cygnus), lebădă de vară (Cygnus olor), ciocănitoarea de stejar (Dendrocopos medius), ciocănitoare de grădină (Dendrocopos syriacus), ciocănitoare neagră (Dryocopus martius), egretă mică (Egretta garzetta), șoim de iarnă (Falco columbarius), șoim călător (Falco peregrinus), vânturel roșu (Falco tinnunculus), vânturel de seară (Falco vespertinus), lișiță (Fulica atra), codalb (Haliaeetus albicilla), piciorong (Himantopus himantopus), stârc pitic (Ixobrychus minutus), sfrâncioc roșiatic (Lanius collurio), sfrânciocul cu frunte neagră (Lanius minor), pescăruș argintiu (Larus cachinnans), pescăruș râzător (Larus ridibundus), sitar de mâl (Limosa limosa), prigoare (Merops apiaster), culic mare (Numenius arquata), stârc de noapte (Nycticorax nycticorax), vultur pescar (Pandion haliaetus), pelican mare alb (Pelecanus onocrotalus), cormoran mare (Phalacrocorax carbo), cormoran mic (Phalacrocorax pygmeus), bătăuș (Philomachus pugnax), ciocănitoare verzuie (Picus canus), lopătar (Platalea leucorodia), țigănuș (Plegadis falcinellus), ploier argintiu (Pluvialis squatarola), ciocântors (Recurvirostra avosetta), chiră de baltă (Sterna hirundo), fluierar negru (Tringa erythropus), fluierar de mlaștină (Tringa glareola), fluierar de lac (Tringa stagnatilis), fluierarul cu picioare roșii (Tringa totanus), nagâț (Vanellus vanellus).